# 건그레이브 G.O.R.E
건그레이브 G.O.R.E(Gungrave G.O.R.E, Gunslinger of REsurrection)는 스튜디오 이기몹이 개발하고 프라임 매터가 배급한 2022년 3인칭 슈팅 게임이다. 건그레이브 (2002), 건그레이브 O.D. (2004), 건그레이브 VR (2017)의 후속작이다. 이 게임은 출시 당시 엇갈린 평가를 받았다. 2023년에는 100가지 이상의 변경 사항이 포함된 건그레이브 G.O.R.E 얼티밋 강화 에디션으로 닌텐도 스위치에 출시되었다.

## 게임플레이
박멸된 것으로 여겨졌던 마약 시드가 다시 나타나 사용자들을 괴물로 변하게 한다. 플레이어는 마약을 유통하는 레이븐 클랜을 처치하려는 비욘드 더 그레이브를 조종한다. 건그레이브 G.O.R.E는 3인칭 슈팅 게임이다. 플레이어는 듀얼 권총으로 적을 쏘고, 비욘드 더 그레이브의 관을 휘둘러 근처의 적을 공격하며, 적을 잡아 인간 방패로 사용하는 등 여러 특수 능력을 사용할 수 있다. 비욘드 더 그레이브가 움직이지 않으면 추가 피해를 줄 수 있다. 플레이어가 행동을 멈추지 않고 계속 적을 처치하면 추가 공격이 잠금 해제된다. 시리즈의 이전 게임을 플레이할 필요는 없다.

## 개발
대한민국의 개발사인 스튜디오 이기몹은 오리지널 일본 비디오 게임의 팬이었다. 이들은 처음에는 대한민국에서 모바일 게임이 더 인기가 많아 투자자를 찾는 데 어려움을 겪었다. 초기 디자인에는 오픈 월드 요소가 포함되었으나, 자신들의 비전에 맞지 않는다고 판단하여 포기했다. 이퀼리브리엄 (영화)와 데스페라도 (1995년 영화) 등의 영화에서 영향을 받았다. 프라임 매터는 2022년 11월 22일 마이크로소프트 윈도우, 플레이스테이션 4 및 5, 엑스박스 원 및 X/S로 출시했다.
"100가지 이상의 게임플레이 개선"이 포함된 버전이 2023년 9월 닌텐도 스위치용으로 발표되었으며, 제목은 건그레이브 G.O.R.E 얼티밋 강화 에디션이다. 유럽에는 2023년 10월 4일에 출시되었고, 북아메리카에는 2023년 10월 18일에 출시되었다. 프라임 매터가 배급한 원본 게임과 달리 스튜디오 이기몹이 자체 배급했다. 비프 재팬은 일본에서 2024년 1월 11일 출시를 위해 게임을 공동 배급했다.

## 평가
건그레이브 G.O.R.E는 메타크리틱에서 엇갈린 평가를 받았다. IGN은 스타일과 전투를 칭찬했지만, 너무 비슷한 적들, 난이도 급상승, "종종 실망스러운 디자인 결정" 때문에 잠재력을 발휘하지 못했다고 말했다. 하드코어 게이머는 "기본적이고 반복적"일 수 있지만, 생각 없이 플레이할 수 있는 것을 찾는 플레이어에게 추천했다. 푸시 스퀘어(Push Square)는 "진정으로 잃어버린 PS2 게임처럼 느껴진다"고 말했지만, 시리즈 팬에게만 추천했다. 디지털리 다운로디드(Digitally Downloaded)의 평론가는 고도로 양식화된 액션 시퀀스에서 거의 불멸의 주인공을 플레이하는 오랜 환상을 충족시키지만, 결과는 끔찍한 게임이라고 평가했다.